# Phylloptera delicata
Phylloptera delicata är en insektsart som beskrevs av Piza Jr. 1981. Phylloptera delicata ingår i släktet Phylloptera och familjen vårtbitare. Inga underarter finns listade i Catalogue of Life.